# デュースブルク・フィルハーモニー管弦楽団
デュースブルク・フィルハーモニー管弦楽団 (デュースブルクフィルハーモニーかんげんがくだん、ドイツ語: Duisburger Philharmoniker) は、ドイツのノルトライン＝ヴェストファーレン州デュースブルクに本拠を置くオーケストラ。

## 概要
1877年、初代音楽監督ヘルマン・ブラントのもと、「新市立カペレ（Neue Städtische Kapelle）」として設立される。ドイツで長い歴史を持つオーケストラの一つである。

1930年から1933年までオイゲン・ヨッフムが音楽総監督を務めた。第二次世界大戦後、1946年から1970年までオイゲンの弟であるゲオルク・ルートヴィヒ・ヨッフムが音楽総監督を務め、オーケストラの再建と発展に大きく貢献した。
2007年に完成した本拠地メルカトルハレでの定期演奏会を活動の中心としている。
また、デュッセルドルフ市との歌劇場共同体ライン・ドイツ・オペラの専属オーケストラの一つとして、デュースブルク劇場でのオペラやバレエ公演の音楽を担当している。

## 歴代音楽監督
- ヘルマン・ブラント (1877年–1893年)
- ウォルター・ジョセフソン (1899年–1920年)
- パウル・シャインプフルグ (1920年–1928年)
- オイゲン・ヨッフム (1930年–1933年)
- オットー・フォルクマン (1933年–1944年)
- ゲオルク・ルートヴィヒ・ヨッフム (1946年–1970年)
- ワルター・ウェラー (1971年–1972年)
- ミルティアデス・カリディス (1975年–1981年)
- ローレンス・フォスター (1982年–1987年)
- アレクサンドル・ラザレフ (1988年–1993年)
- ブルーノ・ヴァイル (1994年–2002年)
- ジョナサン・ダーリントン (2002年–2011年)
- ジョルダーノ・ベリンカンピ (2012年–2017年)
- アクセル・コーバー (2019年–2025年)
- シュテファン・ブルニエ (2026年- ) 次期音楽監督[3][4]